# 雷電-10反輻射飛彈
雷電-10(LD-10)是一中國解放軍小型反辐射导弹，该弹系閃電-10(SD-10)中距空對空导弹基础上修改而成。它的射程大约为80千米，战斗部重量约为20千克，2012年11月珠海航展上亮相。LD-10与SD-10的弹体通用是一些外挂空间原本不足的小型战机的便利，能装备LD-10反辐射导弹战机，只需用1个挂架位置挂载LD-10，就能够对各种移动平台的地面防空系统形成相当的威慑力。
早期SD-10B中程空空导弹采用了主被动雷达复合制导系统，为LD-10的出现打下了技术基础，尽管国产机载反辐射导弹中止了一段时间，但是中国对于相关技术研究一直没有停止，特别是被动导引雷達，随着大规模信号数据处理系统、射频存储技术等技术的发展，国产被动引导系统不论是灵敏度和频率范围都要优于俄罗斯相关产品，例如鹰击-91不需要KH-31P那样需要采用多种导引头来应付全部的目標物，相关系统移植到SD-10以后，就形成了LD-10机载反辐射导弹。